# Mittelmeerspiele 2022/Schießen
Bei den Mittelmeerspielen 2022 in Oran, Algerien, fanden vom 28. Juni bis 3. Juli insgesamt elf Wettbewerbe im Schießen statt, jeweils vier bei den Männern und bei den Frauen sowie drei Wettbewerbe im Mixed. Austragungsort war das Hassi Ben Okba Shooting Center.

## Bilanz

### Medaillenspiegel
| Platz  | Land         | Gold | Silber | Bronze | Gesamt |
| ------ | ------------ | ---- | ------ | ------ | ------ |
| 1      | Frankreich   | 4    | 2      | —      | 6      |
| 2      | Serbien      | 3    | 2      | 1      | 6      |
| 3      | Griechenland | 1    | 2      | —      | 3      |
| 4      | Italien      | 1    | 1      | 5      | 7      |
| 5      | Türkei       | 1    | 1      | —      | 2      |
| 6      | Zypern       | 1    | —      | —      | 1      |
| 7      | Kroatien     | —    | 2      | —      | 2      |
| 8      | Portugal     | —    | 1      | —      | 1      |
| 9      | Slowenien    | —    | —      | 3      | 3      |
| 10     | Ägypten      | —    | —      | 1      | 1      |
| 10     | San Marino   | —    | —      | 1      | 1      |
| Gesamt | Gesamt       | 11   | 11     | 11     | 33     |

### Medaillengewinner
Männer
| Disziplin        | Gold                | Silber          | Bronze           |
| ---------------- | ------------------- | --------------- | ---------------- |
| 10 m Luftgewehr  | Milenko Sebić       | Miran Maričić   | Luka Lukić       |
| 10 m Luftpistole | Damir Mikec         | İsmail Keleş    | Luca Tesconi     |
| Skeet            | Stefanos Nikolaidis | Efthimios Mitas | Azmy Mehelba     |
| Trap             | Oğuzhan Tüzün       | Anton Glasnović | Gian Marco Berti |

Frauen
| Disziplin        | Gold               | Silber                | Bronze          |
| ---------------- | ------------------ | --------------------- | --------------- |
| 10 m Luftgewehr  | Océanne Muller     | Teodora Vukojević     | Živa Dvoršak    |
| 10 m Luftpistole | Anna Korakaki      | Camille Jedrzejewski  | Zorana Arunović |
| Skeet            | Martina Bartolomei | Emmanouela Katzouraki | Diana Bacosi    |
| Trap             | Carole Cormenier   | Maria Inês Barros     | Silvana Stanco  |

Mixed
| Disziplin        | Gold                                     | Silber                                         | Bronze                                      |
| ---------------- | ---------------------------------------- | ---------------------------------------------- | ------------------------------------------- |
| 10 m Luftgewehr  | FrankreichOcéanne Muller Brian Baudouin  | SerbienAndrea Arsović Lazar Kovačević          | SlowenienŽiva Dvoršak Luka Lukić            |
| 10 m Luftpistole | SerbienZorana Arunović Damir Mikec       | FrankreichCamille Jedrzejewski Florian Fouquet | ItalienChiara Giancamilli Luca Tesconi      |
| Skeet            | FrankreichNoémie Battault Emmanuel Petit | ItalienDiana Bacosi Tammaro Cassandro          | ItalienMartina Bartolomei Gabriele Rossetti |